# 전선 위의 참새 (영화)
《전선 위의 참새》(영어: Bird on a Wire)는 미국에서 제작된 존 배덤 감독의 1990년 액션 코미디 영화이다. 멜 깁슨, 골디 혼, 데이비드 캐러딘 등이 출연하였다.

## 줄거리
일 관련 회의에 참석하기 위해 디트로이트에 들린 변호사 메리앤은 비행기 사고로 죽은 줄로만 알았던 전 약혼자 릭과 15년만에 재회한다.
릭은 15년 전 부패한 마약단속국(DEA) 요원들인 유진과 디그스의 마약 밀매를 증언한 뒤 증인 보호 제도에 들어가 다양한 가짜 신분으로 살아왔다. 유진은 20년 형기를 받았으나 얼마 전 가석방으로 출소하였고, 이제 릭을 죽이려고 하고 있다.
자신을 새로 담당하게 된 연방수사국(FBI) 요원 조를 믿지 못하는 릭은 은퇴한 예전 담당자 루를 만나기 위해 메리앤과 위스콘신으로 향한다.

## 출연
- 멜 깁슨 - 리처드 "릭" 자민 역
- 골디 혼 - 메리앤 "머피" 그레이브스 역
- 데이비드 캐러딘 - 유진 소런슨 역
- 빌 듀크 - 앨버트 "디그스" 디긴스 역
- 스티븐 토볼라우스키 - 조 웨이번 역
- 조앤 세버런스 - 레이철 바니, 옛 연인인 수의사 역
- 제프 코리 - 루 베어드 역

## 기타 제작진
- 공동 제작: 루이스 베노스타, 에릭 레너, 피치 케이디
- 총괄 제작: 테드 필드, 로버트 W. 코트
- 배역: 마이크 펜턴, 주디 테일러, 린다 고든, 린 캐로
- 미술: 필립 해리슨
- 의상: 웨인 핑클먼, 에드와도 캐스트로

## 우리말 녹음
| KBS 성우진 (1995년 9월 16일) - 이정구 - 릭 (멜 깁슨) - 서혜정 - 메리앤 (골디 혼) - 남궁윤 - 조동희 - 이윤선 - 이종구 - 유영환 - 윤병화 - 강구한 - 김익태 - 김혜미 - 문관일 - 오인성 - 홍성희 | EBS 스태프 (2023년 3월 18일) - 프로듀서: 권혁미 - 번역: 김지연 - 감수: 김동수 - CG: 조운경 - 편집: 김정수 - 우리말 연출: 강민화 - 기획: EBS - 우리말 제작: 벼리기획 |  |